# Isachne globosa
Isachne globosa là một loài thực vật có hoa trong họ Hòa thảo. Loài này được (Thunb.) Kuntze mô tả khoa học đầu tiên năm 1891.

## Hình ảnh

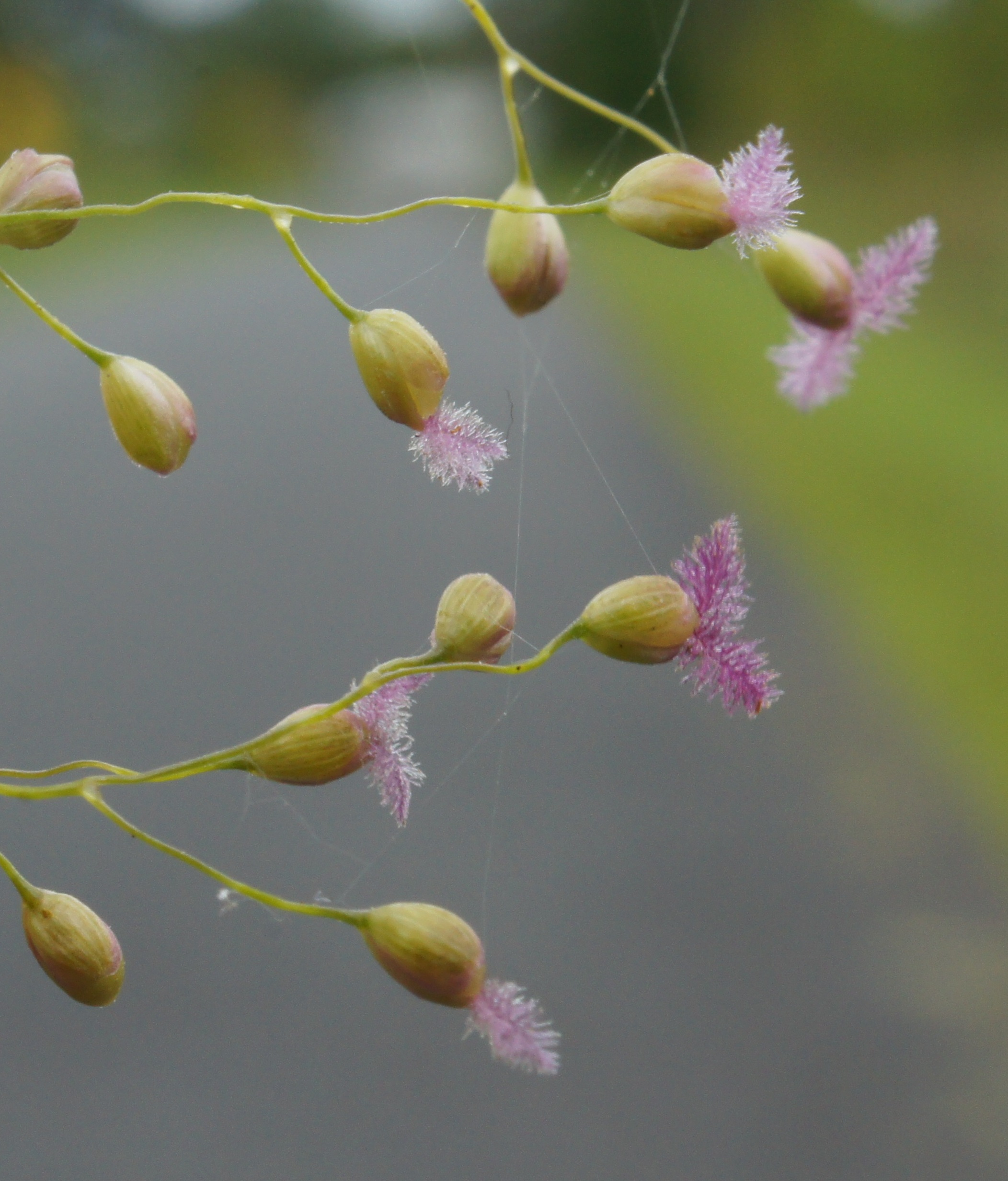